# فئران الأنابيب (رواية)
فئران الأنابيب أو بخشيش (بالفرنسية: Bakchich)‏ هي رواية سياسية من تأليف الفرنسي ميشال كليرك [الفرنسية] صدرت باللغة الفرنسية سنة 1976. تتكلم عن أحداث حقيقية بأسماء مستعارة في عالم البترول والصفقات وتأثرهم بالدسائس والجنس. الرواية منعت من التداول في السعودية.[بحاجة لمصدر]